# Manfreda littoralis
Manfreda littoralis là một loài thực vật có hoa trong họ Măng tây. Loài này được García-Mend., A.Castañeda & S.Franco mô tả khoa học đầu tiên năm 2000.